# Carl Fredrik Hultbom
Carl Fredrik Hultbom, född 12 oktober 1802 i Karlskrona tyska församling, död 21 oktober 1883 i Katarina församling i Stockholm, var en svensk juvelerare, guldsmed och silversmed.

## Biografi
Hultbom föddes i Karlskrona som son till gördelmakaremästaren Johan Fredrik Hultbom och dennes hustru Johanna Christina Hultbom, född Malmgren. 
1818 blev han gesäll hos Olof Wihlborg i Stockholm och blev 1825 guldsmedsmästare och juvelerare med ett mästerstycke i form av en kam med ametister. Han bedrev sin verksamhet i kvarteret Trollhättan i Stockholm. 1860 uppsade han sitt burskap. Mot slutet av sitt liv var han bosatt på Urvädersgränd på Södermalm.

### Arbeten
Bland arbeten av Hultbom märks en brudkrona för Biskopskulla kyrka utförd 1832. På Nationalmuseum finns på par guldörhängen, det ena paret stämplade 1838. På Nordiska museet finns en guldring från 1839 samt en gräddkanna i silver och fyra guldringar från 1840. På Skoklosters slott finns en guldinfattad miniatyr från 1845 visande kung Karl XIV Johan.

### Familj
Hultbom gifte sig den 4 februari 1829 i Stockholm med Petronella Fredrica Fredlund (1806–1873), och fick med henne tre barn: Carolina Fredrika Hultbom, gift med häradsskrivaren Anders Gustaf Uddenberg; majoren och intendenten på Carlsborgs fästning Oskar Fredrik Hultbom; Hilma Adelaide Hultbom, gift med provinsialläkaren Axel Wilhelm Charlier.

## Bilder

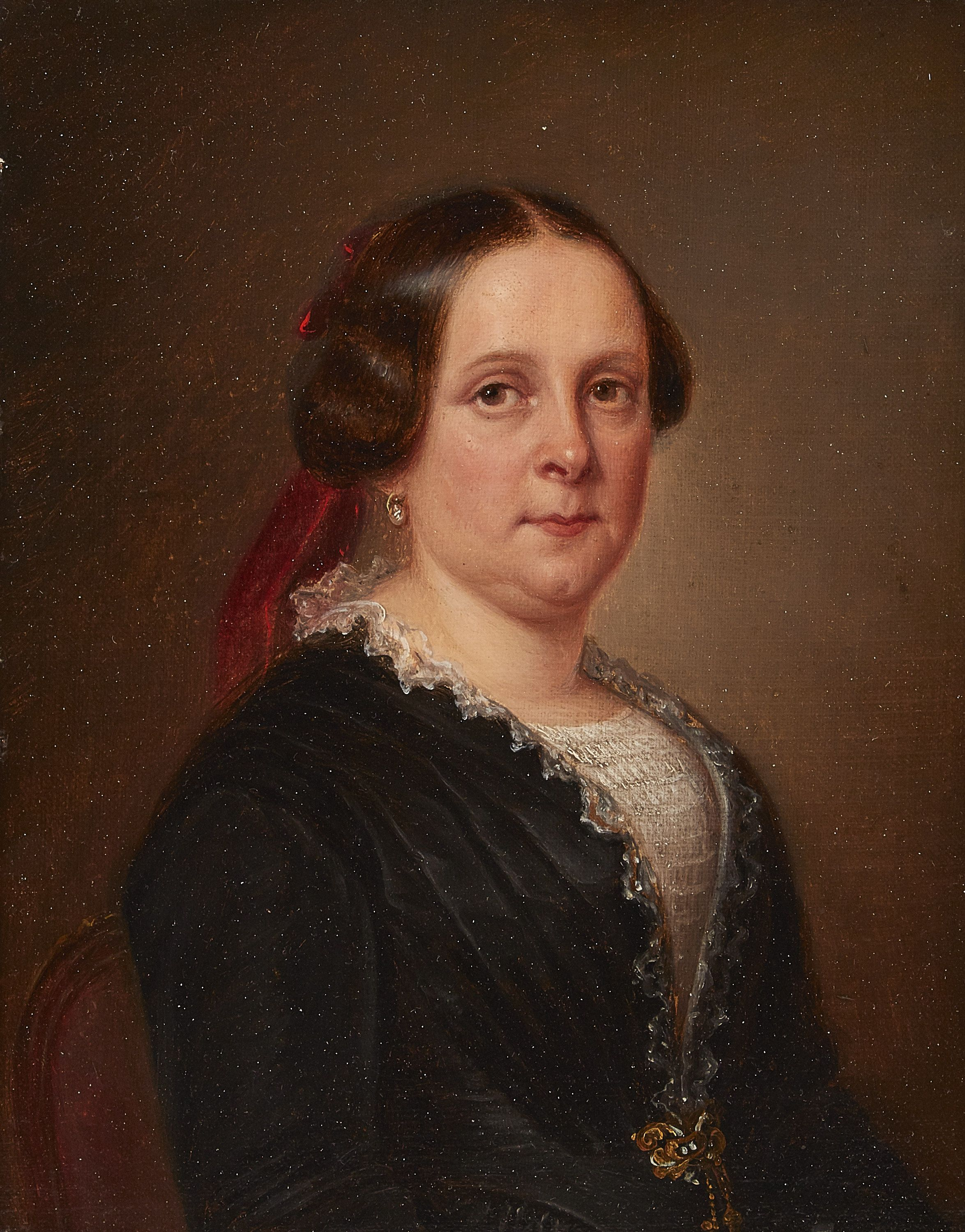
Hultboms fru Petronella Fredrica, avporträtterad 1841 av Carl Wilhelm Nordgren
Miniatyrporträtt av Karl XIV Johan, där Hultbom skapat infattningen och kedjan i guld 1845. Ingår i samlingarna på Skoklosters slott.